# Р401
Автодорога 71Н-1709 (бывшая Р401) — автомобильная дорога местного значения. Соединяет западную часть Тюмени с аэропортом «Рощино». На всем протяжении имеет по 2 полосы движения в каждом направлении с бетонным разделителем проезжих частей и ограничением скорости 90 км/ч, включая 2,3-километровый участок в черте города (часть ул. Ямская). В месте пересечения с объездной дорогой «Обход г. Тюмени» обустроена двухуровневая развязка. После кольцевого пересечения у аэропорта «Рощино» дорога переходит в Ирбитский тракт.
Движение по автодороге сравнительно слабое, исключая участок ул. Ямской в «часы пик». Время в пути до аэропорта «Рощино» составляет около 10 минут.
По объездной дороге Тюмени соединяется с федеральными трассами Р351 «Екатеринбург—Тюмень», Р402 «Тюмень—Омск» и Р404 «Тюмень—Ханты-Мансийск», а также ответвлением дороги М51 «Тюмень—Курган».